# Cseh Károly (költő)
Cseh Károly (Borsodgeszt, 1952. december 6. – Mezőkövesd, 2013. január 10.) magyar költő, műfordító, pedagógus.

## Életpályája
Szülei: Cseh Károly és Csapó Róza voltak. 1970-től jelentek meg versei. 1975-1979 között az egri Ho Si Minh Tanárképző Főiskola magyar-orosz szakos hallgatója volt. 1979-1992 között Halmajon oktatott. 1992-től a mezőkövesdi Közösségi Ház művelődési főelőadója volt. 1996-tól a miskolci Kelet Irodalmi és Társművészeti Egyesület elnöke volt.

## Magánélete
1977-ben házasságot kötött Bódi Etelkával. Két gyermekük született: Judit (1979) és Gábor (1980).

## Művei
- Három hangon. Cseh Károly, Csorba Piroska, Furmann Imre versei; BAZ Megyei Tanács Művelődésügyi Osztálya–Magyar Írók Szövetségének Észak-Magyarországi Csoportja; Miskolc, 1986
- Borostyánkő és kaszaélek (versek, 1989)
- Aranyháló (versek, 1992)
- Téltakarító (gyermekversek, 1993)
- Ketten a kertben (1995)
- Bibliás föld (válogatott versek és műfordítások 1992-2001, 2003)
- Toronyiránt (versek, 2005)
- Gesztenyék ideje. Ötvenöt vers az ötvenötödikre; Bíbor, Miskolc, 2007
- Kutyahűség. Német, osztrák, svájci költők versei Cseh Károly fordításában; Bíbor, Miskolc, 2008
- Atlantisz felé. Mai orosz költők antológiája; összeáll. Cseh Károly; Cseh Károly, Bp., 2008
- Kisbetűs himnusz. Válogatott versek, 1969-2011; Bíbor, Miskolc, 2012
- Nagypénteki nyár. Versek, műfordítások; Hungarovox, Bp., 2012

## Műfordításai
- Csuvas szó (antológia, 1985)
- Mihail Szeszpel: Az ínség zsoltárai (Képes Gézával, Matúz Juliannával, versek, 1989)
- Kihunyó augusztus. Török, tatár és csuvas költők versei (versek, 1996)
- Kutyahűség (1999)
- Atlantisz felé (2008)

## Díjai
- Szocialista Kultúráért (1983)
- Vaszlej Mitta-díj (1989)